# Richard Vaux

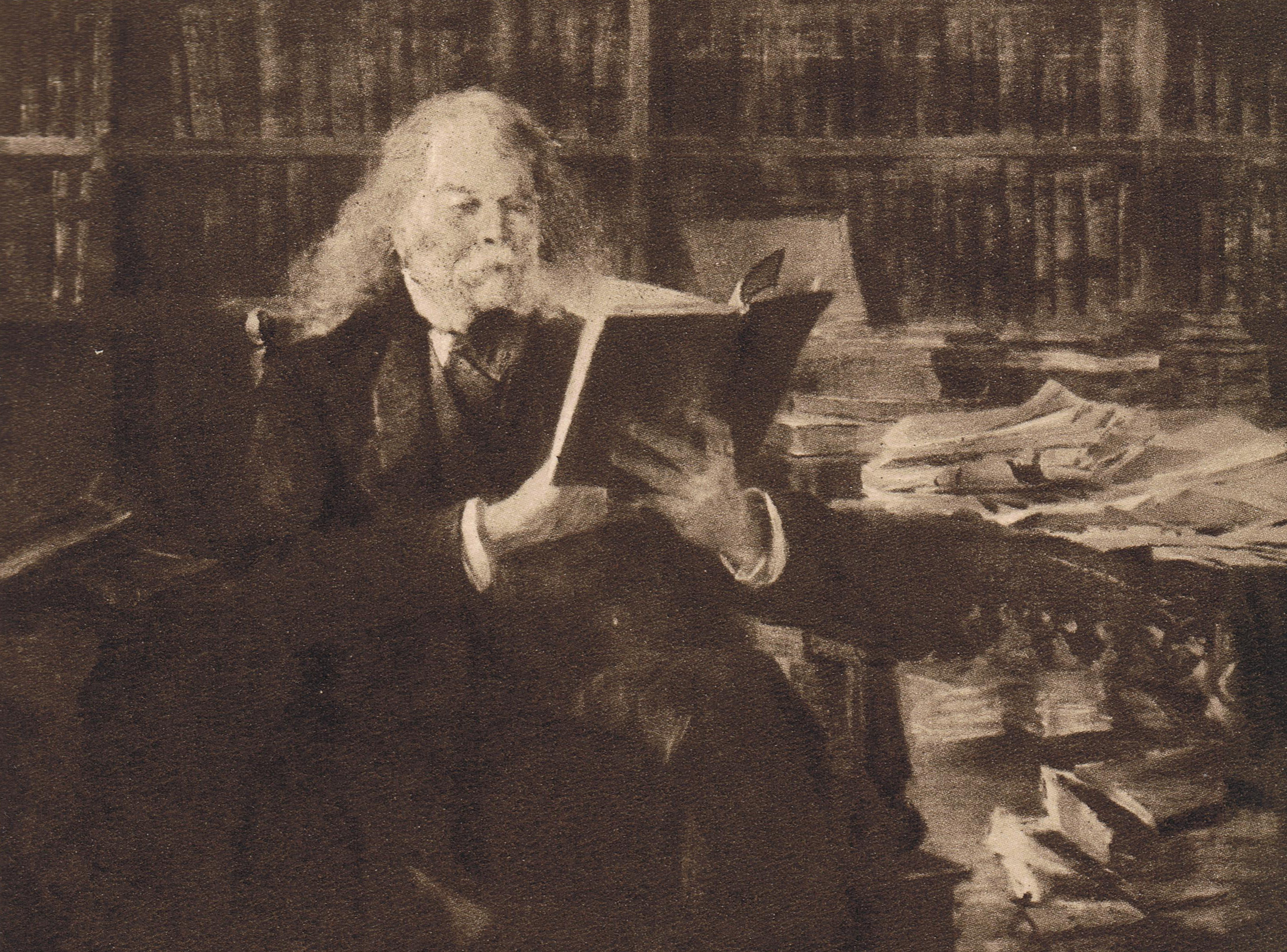
Richard Vaux

Richard Vaux (* 19. Dezember 1816 in Philadelphia, Pennsylvania; † 22. März 1895 ebenda) war ein US-amerikanischer Politiker. In den Jahren 1890 und 1891 vertrat er den Bundesstaat Pennsylvania im US-Repräsentantenhaus.

## Werdegang
Richard Vaux besuchte private Schulen in seiner Heimat. Nach einem anschließenden Jurastudium und seiner 1837 erfolgten Zulassung als Rechtsanwalt begann er in Philadelphia in diesem Beruf zu arbeiten. Zwischen 1838 und 1839 war er Legationsrat an der amerikanischen Botschaft in London. Nach seiner Rückkehr aus England schlug er als Mitglied der Demokratischen Partei eine politische Laufbahn ein. 1839 saß er als Abgeordneter im Repräsentantenhaus von Pennsylvania; im Jahr 1840 gehörte er zu den Delegierten beim Parteitag der Demokraten auf Staatsebene. Von 1842 bis 1849 war er Notar (Recorder of Deeds) in Philadelphia. Ab 1842 gehörte Vaux dem Inspektionsrat der östlichen Strafanstalt des Staates Pennsylvania an. Später wurde er Sekretär und dann bis zu seinem Tod Präsident dieses Gremiums.
In den Jahren 1842, 1845 und 1854 kandidierte Richard Vaux erfolglos für den Posten des Bürgermeisters von Philadelphia. Zwischen 1856 und 1858 konnte er dieses Amt dann nach einem Wahlsieg doch noch ausüben. Im Jahr 1858 wurde er allerdings nicht wiedergewählt. Von 1859 bis 1865 gehörte er dem Board of City Trusts an, ab 1863 war er dessen Vorsitzender.
Nach dem Tod des Abgeordneten Samuel J. Randall wurde Vaux bei der fälligen Nachwahl für den zweiten Sitz von Pennsylvania als dessen Nachfolger in das US-Repräsentantenhaus in Washington, D.C. gewählt, wo er am 20. Mai 1890 sein neues Mandat antrat. Da er im Jahr 1890 nicht bestätigt wurde, konnte er bis zum 3. März 1891 nur die laufende Legislaturperiode im Kongress beenden. Richard Vaux starb am 22. März 1895 in Philadelphia, wo er auch beigesetzt wurde.